# モンスター銀河

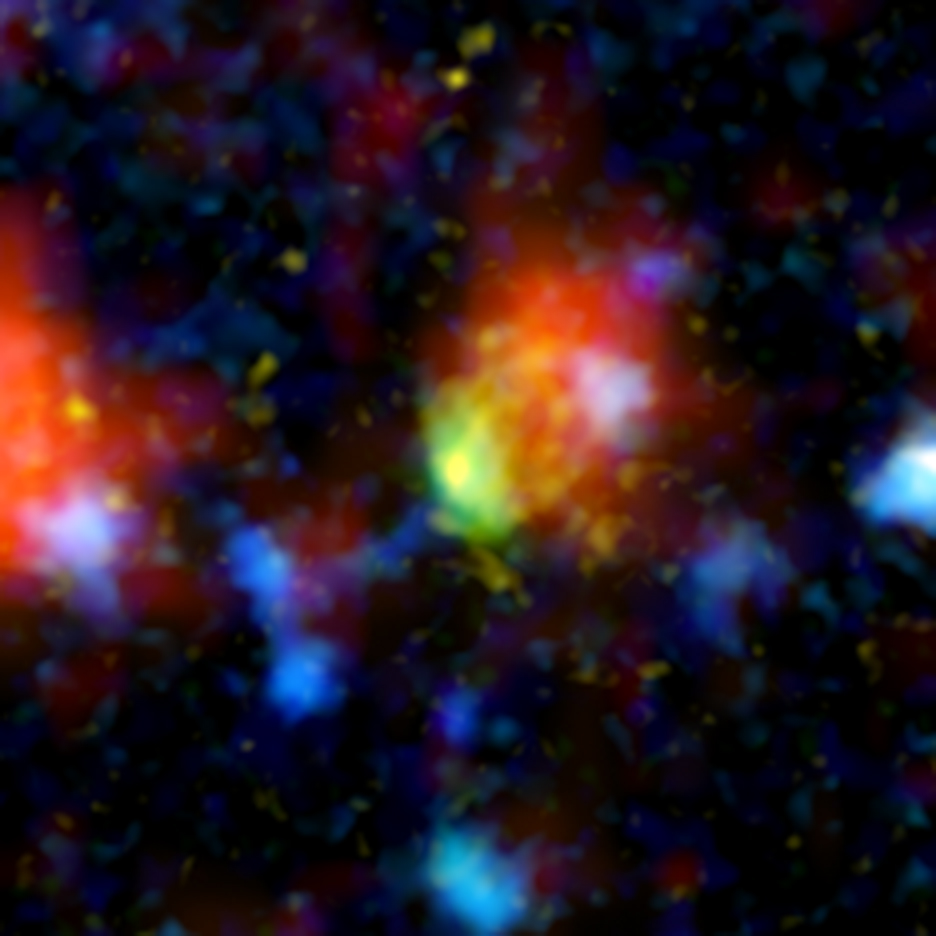
モンスター銀河の1つ「EQ J100054+023435」。

モンスター銀河（モンスターぎんが、英: Monster Galaxy）とは、スターバースト銀河の一種であり、特に初期宇宙（今から90億年より前）にあるスターバーストが激しい銀河を指す。

## 概要
銀河系などの成熟した銀河では、年間で10個程度の星形成が行われている。一方、モンスター銀河では数百倍から1000倍もの星形成が行われている。大質量星が多いうえにきわめて明るく、将来的には巨大な楕円銀河に進化すると考えられている。

## 特徴
モンスター銀河は、存在する時代が非常に若いことが特徴的である。これは、初期宇宙での銀河の進化がどのように行われているかを考察するうえで非常に重要である。また、普通のスターバースト銀河は銀河同士の衝突や接近遭遇など、銀河同士の相互作用によってスターバーストが起こっている場合が多いが、モンスター銀河は単独でいる場合が多い。これは、星の材料が初期宇宙には多いからという単純な理由によるうえ、それ以降の時代におけるスターバースト銀河の特徴である銀河同士の衝突によるスターバーストが、むしろ少数派であることを示している。一方、モンスター銀河は初期宇宙という空間が小さな時代に大量の銀河やガスが衝突した結果、生成されたという予想もある。

## 分布
モンスター銀河は、2011年現在で1000個ほど発見されている。その分布は、ライマンα線を放出する若い銀河の分布と一致していることが判明している。距離は90億光年より遠方にあり、宇宙誕生から40億年より前である。最も古いモンスター銀河は、地球から123億光年先にある宇宙誕生から14億年後の銀河、EQ J100054+023435である。

## 観測
モンスター銀河は大量の塵やガスをまとっているため、恒星から出る紫外線や可視光線を吸収・遮断してしまう。そのため、通常の観測方法では距離もあいまって暗すぎて観測には不向きであり、紫外線や可視光で塵が暖められたことによって発せられるサブミリ波を介して観測される。

## モンスター銀河の例
- EQ J100054+023435[6] - 発見されている最古のモンスター銀河。年間4000個もの星形成が行われている。通称はベビーブーム銀河[2][6]。
- オロチ - 最も明るいモンスター銀河。通常のモンスター銀河の10倍明るい[1]。名前は日本の神話に登場する怪物「ヤマタノオロチ」にちなんでいる。
- SMM J2135-0102[7]